# وینچی
ونسی (به فرانسوی: Vinci) شرکت ساخت‌وساز فرانسوی است، که از نظر میزان درآمد سالیانه، یکی از بزرگترین شرکت‌های ساخت‌وساز جهان محسوب می‌شود.
شرکت ونسی در سال ۱۸۹۹ تأسیس شد. دفتر مرکزی این شرکت در شهر روی ملمزون، فرانسه قرار دارد و بخشی از سهام آن در بازار بورس یورونکست پاریس معامله می‌شود.